# Outlast (videoherní série)
Outlast je série videoher typu survival horor vyvinutá nezávislým kanadským studiem Red Barrels.

## Hratelnost a témata
Většina her ze série Outlast jsou survival horory pro jednoho hráče s pohledem první osoby. Na rozdíl od většiny videoher tohoto žánru je ve hrách Outlast hráčova postava neozbrojená a není schopna bojovat s nepřáteli – musí před nimi utíkat a skrývat se. Její hlavní zbraní je videokamera s režimem nočního vidění – umožňuje jí pořizovat si poznámky a orientovat se v tmavých místnostech. Kamera přitom spotřebovává baterie, které je třeba nacházet ve světě hry.
Prvotní díl Outlast a jeho datadisk Outlast: Whistleblower se věnují experimentům na lidech a pokusům o ovládání lidské psychiky, jejichž předlohou byl skutečný projekt MK-Ultra. V Outlast 2 se do popředí dostávají náboženská témata, která však byla přítomna i v předchozích hrách.
Hry se vyznačují „scénami bezmoci“ – okamžiky, kdy se herní postava dostane do rukou toho či onoho protivníka a je podrobena nějakému druhu mučení – ve hře Outlast připoutá doktor Trager hrdinu k invalidnímu vozíku a rezavými nůžkami mu ustřihne prsty; ve hře Outlast: Whistleblower položí šílený pacient hrdinu svlečeného do naha na pilový stůl s cirkulárkou a snaží se mu uříznout genitálie; ve hře Outlast 2 je hlavní hrdina ukřižován na kříži.

## Hry
| 2013 | Outlast                |
| 2014 | Outlast: Whistleblower |
| 2015 |                        |
| 2016 |                        |
| 2017 | Outlast 2              |
| 2018 |                        |
| 2019 |                        |
| 2020 |                        |
| 2021 |                        |
| 2022 |                        |
| 2023 |                        |
| 2024 | The Outlast Trials     |
| TBA  | Outlast 3              |

### Outlast
Hlavní hrdina hry, investigativní novinář Miles Upshur, pronikne do psychiatrické léčebny Mount Massive v horách (v americkém státě Colorado); byl informován o nelegálních pokusech na lidech, které na klinice provádí jistá společnost Murkoff Corporation. Na místě zjistí, že pacienti se osvobodili a zmasakrovali stráže. Miles s nimi nemůže bojovat a musí utíkat či se schovávat do skříní a pod postele. Na své cestě po léčebně se Upsher snaží přežít i pokračovat ve vyšetřování.

#### Outlast: Whistleblower
Outlast: Whistleblower je stahovatelný obsah pro hru Outlast, jenž představuje přibližně dvě hodiny hraní. Hratelnou postavou je bezpečnostní pracovník společnosti Murkoff Corporation Waylon Park, který v první hře série vyzradí novináři Milesovi informace o dění v léčebně Mount Massive. Za trest se sám stane testovacím subjektem pro „morfogenetickou kondicionaci“, avšak v době, kdy Wallrider a ostatní pacienti utečou, je stále při smyslech. Stejně jako Miles v hlavní hře je Waylon neozbrojený a používá videokameru s režimem nočního vidění. Ve srovnání s titulem Outlast je rozšíření Outlast: Whistleblower navrženo tak, aby probíhalo rychleji a zobrazovalo krvavější násilné a sexuální scény.

### Outlast 2
Novinář Blake Langermann a jeho žena Lynn, kteří vyšetřují vraždu těhotné ženy, jsou vysláni vrtulníkem do pouště Sonora na jihozápadě Spojených států (ve státě Arizona). Po havárii vrtulníku je Lynn unesena a Blake ji musí hledat. Stejně jako Miles v první hře je neozbrojen a používá videokameru s režimem nočního vidění. Ve hře Outlast 2 se většina akce odehrává venku – mezi kukuřičnými poli a opuštěnými chatrčemi. Lokace jsou mnohem větší a prostornější než v prvním dílu a před nepřáteli – náboženskými fanatiky – se lze jednodušeji skrývat a utíkat, ale je daleko složitější je odhalit, když se přiblíží.

### The Outlast Trials
The Outlast Trials je první hra pro více hráčů v sérii – je určena pro skupiny až čtyř hráčů. Hru však lze hrát i v režimu pro jednoho hráče. Zkoušky („trials“) ve hře The Outlast Trials se odehrávají během studené války. Hlavními hrdiny hry jsou „reagenti“, pokusné subjekty unesené společností Murkoff Corporation pro brutální experimenty na lidech. Protivníci v této hře jsou také vězněné subjekty, často šílené a znetvořené experimenty – v úkolech o přežití se jim herní postavy musí snažit utéct, zmizet jim z dohledu a přelstít je.

## Historie vývoje
Studio Red Barrels založili David Chateauneuf, Hugo Dallaire a Philippe Morin, kteří odešli ze společností Ubisoft Montreal a EA Montreal. V roce 2009, kdy pracovali ve společnosti Ubisoft Montreal, navrhli Morin a Chateauneuf vedení společnosti nápad na hororovou hru, ale byli odmítnuti; vedení se domnívalo, že taková hra by nedokázala přilákat velké množství hráčů. Později byl další projekt, na kterém pracovali v EA Montreal, vedením zrušen. Vývojáři se tak rozhodli založit vlastní studio, což by jim poskytlo tvůrčí svobodu. Chateauneuf, Dallaire a Morin chtěli pracovat na akční adventuře pro jednoho hráče, ale takový projekt nebyl v roce 2011 pro velké vydavatele příliš zajímavý a velice se lišil od typických indie her té doby. Studio rok a půl hledalo investory, dostávalo odmítnutí a nakonec získalo grant od Canada Media Fund – k této částce zakladatelé přidali vlastní úspory a půjčky, na tvorbu hry také přibrali externí dodavatele s nízkými nabídkami a slíbili jim procenta z budoucích prodejů.
Rozpočet na vývoj hry Outlast činil 1,36 milionu kanadských dolarů a v září 2013, kdy byla hra konečně vydána, byly tyto peníze v podstatě vyčerpány. Výnosy z prodeje původně vydané PC verze hry studio použilo na vytvoření již dříve oznámeného stahovatelného obsahu Outlast: Whistleblower a také na vývoj verze hry Outlast pro herní konzole. Ta byla vydána exkluzivně pro PlayStation 4, kde byla dostupná prostřednictvím předplatného PlayStation Plus. Za tuto verzi obdrželo studio od společnosti Sony místo stálých příjmů z prodeje pevnou částku peněz – rozhodnutí, které nebylo pro vývojáře snadné a bylo učiněno hlasováním, v němž se hlasy rozdělily téměř rovným dílem. Morin věřil, že model předplatného zajistil hře mnohem větší popularitu, než kdyby se prodávala normálně; předplatné bylo novým a neznámým fenoménem a her stejné kvality jako Outlast bylo málo. Díky modelu předplatného se Outlast dostal do povědomí online streamerů, kteří se v té době stali novou a rostoucí silou v marketingu počítačových her; prodeje hry každým rokem rostly a přinášely studiu stálé zisky.
Původní plány studia na pokračování hry Outlast 2 byly sice poměrně skromné, ale díky příjmům z prvního dílu se rozpočet pokračování výrazně navýšil – již tehdy činil 7 milionů kanadských dolarů a vývoj byl prodloužen o šest měsíců oproti původně ohlášenému datu vydání. Morin o hře Outlast 2 řekl, že to bylo poprvé, kdy studio mohlo mít plnou kontrolu nad procesem tvorby vlastní hry a pracovat, dokud nemělo přesně takovou hru, jakou chtělo. Outlast 2 byl vydán v dubnu 2017. Již v roce 2018 vývojáři prohlásili, že je série poněkud unavila a že chtějí udělat něco úplně jiného z hlediska hratelnosti, avšak ve stejném fiktivním světě.

## Komiks
V roce 2016, ještě před vydáním hry Outlast 2, vydali vývojáři komiksovou sérii The Murkoff Account. Jejím hrdinou je psychopat Chris Walker, který se objevil jako antagonista ve hrách Outlast a Outlast: Whistleblower.

## Přijetí

### Kritika a ocenění
| Hra                    | Rok  | Metacritic                                     |
| ---------------------- | ---- | ---------------------------------------------- |
| Outlast                | 2013 | PC: 80/100 PS4: 78/100 XONE: 80/100 NS: 77/100 |
| Outlast: Whistleblower | 2014 | PC: 69/100 PS4: 74/100                         |
| Outlast 2              | 2017 | PC: 75/100 PS4: 68/100 XONE: 77/100 NS: 79/100 |

Podle agregátoru recenzí Metacritic získala série celkově příznivé hodnocení.
Hra Outlast byla představena na veletrhu Electronic Entertainment Expo 2013 a získala ocenění „Most Likely to Make you Faint“ a „Best of E3“. Zvítězila v kategorii „Horor roku“ na webových stránkách Igromania v roce 2013.
Pokračování Outlast 2 byla nominováno na cenu National Academy of Video Game Trade Reviewers v kategorii „Zvuk“.

### Prodej
V létě 2018 bylo díky bezpečnostní chybě ve webovém rozhraní API služby Steam zjištěno, že přesný počet uživatelů služby, kteří alespoň jednou hráli hru Outlast, je 2 813 619, a počet hráčů Outlast 2 činil 387 821. Do května 2018 kumulativní prodeje všech her série na všech platformách přesáhly 15 milionů kopií, což studiu vyneslo 64 milionů kanadských dolarů – 45 milionů z tohoto počtu získali přímo vývojáři, zbytek připadl distributorům.